# あいらぶ土曜日
『あいらぶ土曜日』（あいらぶどようび）は、岡山放送で放送されていた土曜昼の情報番組。初期の放送時間は12:00 - 14:00で、末期の放送時間は10:30 - 12:30。
一時期、金曜日夕方に『あいらぶYOU』としても放送。『あいらぶカフェ』へと引き継がれる。

## 出演者
- 初代司会者　にしきのあきら 武原英子　夫妻
- ２代司会者　はかま満緒 夫妻
- ３代司会者　水谷ひろし
- 小林大作 ※末期

## 備考
末期には『FNNスピーク』を内包して放送し、ローカルニュース枠担当のアナウンサーが、メイン司会者とモニター越しにクロストークする形で本編に戻していた。
| 岡山放送 土曜日午前10時の情報番組 | 岡山放送 土曜日午前10時の情報番組 | 岡山放送 土曜日午前10時の情報番組 |
| 前番組                            | 番組名                            | 次番組                            |
| --------------------------------- | --------------------------------- | --------------------------------- |
| THE WEEK                          | あいらぶ土曜日                    | あいらぶカフェ                    |